# Femöreföreningen till inrättande av barnhem i Lappland
Femöreföreningen till inrättande av barnhem i Lappland var en svensk välgörenhetsförening, grundad av drottning Lovisa år 1864. 
Syftet var att samla ihop pengar till grundandet av barnhemsskolor för samiska barn i Lappland, eller "att insamla medel för att i Lappland åstadkomma
barnhem, där behöfvande skulle få undervisning, föda och kläder", något som vid den tiden blivit en uppmärksammad fråga. Flera femöresföreningar grundades över hela landet med denna som förebild.  